# Luiz Gonzaga
Luiz Gonzaga (13. prosince 1912 – 2. srpna 1989) byl brazilský zpěvák, skladatel a básník. Je považován za jednoho z nejvýznamnějších představitelů brazilské populární hudby 20. století. Zasloužil se o rozšíření lidové hudby brazilského severovýchodu jako vůdčí propagátor stylů baião, xaxado, xote a forró tradicional.

## Život a dílo
Narodil se v rodině rolníka bez pozemkového vlastnictví. Matka pracovala jako porodní asistentka, otec si přivydělával hrou na harmoniku na místních oslavách. Příležitostně nástroj i opravoval.  Malý Luiz se tak s nástrojem seznámil v útlém věku a otce na jeho produkcích doprovázel. Žil v zájmové oblasti skupiny banditů, které vedl slavný Lampiáo a jako dospívající chlapec snil o životní kariéře ve slavné bandě. Když se zamiloval do místní dívky z vyšší sociální vrstvy, dostal se do konfliktu s rodiči obou stran. Utekl s harmonikou z domova a v roce 1930 vstoupil do armády. Se slavnými bandity se tak mohl setkat na druhé straně. V roce 1937 byl v Rio de Janeiro z armády propuštěn.
Hrál v nočních podnicích hudbu podle požadavků zákazníků a získal tak stabilní obživu. Jeho popularita náhle vrostla, když ho zákazníci z rodného severovýchodu požádali o hudbu z jejich kraje. Tak objevil díru na trhu a krátce na to vyměnil sako a kravatu za lidový kroj. Na scénu uvedl nové žánry baião a xaxado. V roce 1945 nahrál svou první píseň a v roce 1946  se odvážil vrátit do rodného domu. Po návratu do Ria jeho popularita neustále narůstala, byl označován za Krále baião. Obdobím největší slávy jsou 50. a 60. léta S příchodem nových hudebních a tanečních stylů začala jeho popularita klesat. Odcestoval proto mezi své na rodný severovýchod, kde zůstal obdivován a milován až do své smrti v roce 1989.
Nejčastějším tématem jeho písní je chudoba a sucho. V nejslavnější písni Asa Branca z roku 1947 se zpívá o suchu, které nutí chlapce opustit svou lásku a svůj domov s příslibem, že jednou se na rodný sertao nordestino vrátí. Vydal celkem 56 gramofonových titulů.
V roce 2006 byl oceněn cenou Ordem do Mérito Cultural – Řádem kulturních zásluh, nejvyšší cenou, udělovanou v Brazílii za přínos národní kultuře.
Byla po něm pojmenována vodní elektrárna a přehradní nádrž na řece Sao Francisco a je tak jediným umělcem na světě, po kterém bylo pojmenováno národohospodářsky významné vodní dílo.

## Diskografie
- 1956 - Aboios e Vaquejadas
- 1957 - O Reino do Baião
- 1958 - Xamego
- 1961 - Luiz "LUA" Gonzaga
- 1962 - Véio Macho
- 1962 - São João na Roça
- 1963 - Pisa no Pilão (Festa do Milho)
- 1964 - Triste Partida
- 1964 - Sanfona do Povo
- 1965 - Quadrilhas e Marchinhas Juninas
- 1967 - Sanfoneiro do Povo de Deus
- 1967 - Óia Eu Aqui de Novo
- 1968 - Canaã
- 1968 - São João do Araripe
- 1970 - Sertão 70
- 1971 - O Canto Jovem de Luiz Gonzaga
- 1971 - São João Quente
- 1972 - Aquilo Bom!
- 1972 - Volta pra Curtir (Ao Vivo)
- 1973 - Nova Jerusalém
- 1973 - Sangue de Nordestino
- 1973 - Luiz Gonzaga
- 1974 - Daquele Jeito ...
- 1974 - O Fole Roncou
- 1976 - Capim Novo
- 1977 - Chá Cutuba
- 1978 - Dengo Maior
- 1979 - Eu e Meu Pai
- 1979 - Quadrilhas e Marchinhas Juninas
- 1980 - O Homem da Terra
- 1981 - Festa
- 1981 - Vida do Viajante - Gonzagao Gonzaguinha
- 1982 - Eterno Cantador
- 1983 - 70 Anos de Sanfona e Simpatia
- 1984 - Danado de Bom
- 1984 - Luiz Gonzaga a Fagner
- 1985 - Sanfoneiro Macho
- 1986 - Forró de Cabo a Rabo
- 1987 - De Fiá Pavi
- 1988 - Aí Tem
- 1988 - Gonzagão a Fagner 2 - ABC do Sertão
- 1989 - Vou Te Matar de Cheiro
- 1989 - Aquarela Nordestina
- 1989 - Forrobodó Cigano
- 1989 - Luiz Gonzaga e sua Sanfona